# Лайский Док
Лайский Док — посёлок в Приморском районе Архангельской области. Входит в состав сельского поселения муниципальное образование «Приморское».

## Географическое положение
Лайский Док расположен на берегу реки Лая, в месте её впадения в реку Северная Двина. Рядом с посёлком через реку Лая построен мост, являющийся частью маршрута Федеральной автомобильной дороги М8 «Холмогоры». В нескольких километрах к западу находится административный центр Приморского сельского поселения, деревня Рикасиха.

## Население
Численность населения посёлка, по данным Всероссийской переписи населения 2010 года, составляла 728 человек. По данным администрации Приморского района на 1 января 2010 года в посёлке числилось 810 человек, из которых: трудоспособные — 527, работающие — 486 человек.

## Инфраструктура
По данным Инспекции федеральной налоговой службы в посёлке зарегистрировано 3 улицы:
- ул. Речная
- ул. Хуторская
- ул. Центральная

Основным промышленным предприятием посёлка является ОАО «Лайский судоремонтный завод».
Поселок известен своей хоккейной командой «Дельфин», которая была создана в 1973 году и до сих пор игроки этого клуба принимают участие в соревнованиях различного уровня, некоторые юные хоккеисты, которые встали на лед в Лайском Доке, продолжают свою спортивную карьеру в других городах страны.

### Карты
- [mapq37.narod.ru/map1/iq37128129130.html Топографическая карта Q-37-128,129,130. Архангельск — 1 : 100 000]